# Davicion Bally
Davicion Bally (n. 28 ianuarie 1809 București – d. 2 mai 1884 Ierusalim) a fost un bancher, filantrop și activist român pe tărâm obștesc, membru de frunte al comunității evreiești sefarde din București, susținător al revoluției din 1848 din Muntenia și al progresului societății românești.

## Originea și familia
Davicion (diminutiv de la David în limba ladino) Avraham Bally s-a născut 1809 la București.
El era strănepotul lui Çelebi Mendes Bally (Celebi Menteș Bally), bancher evreu din Turcia
care l-a avut drept client pe marele vizir otoman și a ajutat la urcarea la domnie a lui Nicolae Mavrocordat în 1716. În semn de recunoștintă, domnitorul l-a adus cu sine la București, l-a făcut sfetnicul său și l-a scutit de dări atât pe el, cât și pe urmașii săi. 
Isaac, bunicul lui Davicion Bally, a fost sfetnic al mai multor domnitori fanarioți și mai ales al lui Nicolae Mavrogheni care s-a folosit de serviciile lui pentru a putea obține firmanul de numire de la sultan.
Tatăl lui Davicion Bally, Avraham Bally, a făcut studii universitare la Leipzig și, întors în Țara Românească, s-a stabilit la București unde s-a ocupat cu comerțul en gros, bucurându-se de un bun renume în rândurile boierimii.

## Copilăria
Davicion a devenit orfan de tată la vârsta de 12 ani și a fost nevoit din aceasta cauză să-și întrerupă învățătura pentru a apăra bunurile familiei de încercările unor asociați ai tatălui său de a le acapara. Ajutându-se, între altele, de excelenta bibliotecă a familiei, Davicion a învățat limbile română, greacă, franceză, italiană, în afara limbii materne - limba ladino, de asemenea a devenit versat în ebraică și literatura religioasă evreiască.

## Activitatea
În tinerețe Davicion Bally a lucrat în oficiul de avocatură al unchiului său, și acesta absolvent al Universității din Leipzig. Ulterior a înființat o bancă, iar curând după aceea, a fost numit trezorier al depozitelor de sare din porturile dunărene.
In 1829 el a salvat la Zimnicea de la distrugere mari cantități de alimente și muniții pe care le adunaseră trupele ruse în cursul ultimului război cu turcii. Drept mulțumire, țarul Nicolae I i-a conferit Ordinul Sfintei Ana, care i-a fost înmânat personal de către guvernatorul rus al țărilor române în acea perioadă, generalul Pavel Kiseliov. De asemenea, i s-au oferit privilegii în comerțul cu Rusia, de care, însă, nu a profitat.
În anul 1836 Bally a fost numit trezorier (cămăraș), fără salariu, al poliției (agiei) Țării Românești. funcție pe care a ocupat-o vreme de zece ani. În 1840 a luat în arendă moșii ale familiei boierești Manu..
După 1850, Bally a participat la mai multe inițiative de modernizare a capitalei, între care
înființarea unei unități bine echipate de pompieri și pavarea principalelor străzi ale orașului 
.
A fost activ și în domeniul promovării culturii, finanțând, de pildă, spectacolele unui ansamblu teatral italian la București.
În anul 1848 Davicion Bally s-a înrolat în sprijinul mișcării revoluționare românești, asemănător cu alți evrei ca Barbu Iscovescu, Constantin Daniel Rosenthal, Hillel Manoah și alții. El și alți membri ai familiei sale au donat sume importante de bani 
guvernului provizoriu revoluționar, precum și organului de presă „Pruncul român”. Și-a însoțit donațiile cu o scrisoare publicată în presă, în care și-a exprimat solidaritatea cu revoluționarii. 
După înăbușirea revoluției, a ajutat la salvarea liderilor acesteia, luându-și un risc personal.
El însuși a scăpat de urmările prigoanei de după revoluție, datorită unor legături cu unii dregători și boieri, dar cu toate acestea, atmosfera în țară i-a devenit ostilă.
A pierdut și o parte din privilegiile financiare de care se bucurase.

## Activitatea comunitară
Bally nu și-a uitat în nici un moment originea și obișnuia să reacționeze cu proteste la orice dispoziții sau publicații împotriva evreilor. 
El a fost membru în conducerea comunității evreilor spanioli din România si a promovat in cadrul acesteia reforme de modernizare. S-a ocupat și aici cu activități filantropice. de pilda a inițiat împărțirea de îmbrăcăminte și haine copiilor săraci și a sprijinit în 1863 reforma învățământului religios în comunitate, în direcția adaptării la cultura țării și la modernitate. 
În 1860 a înfiinșat o societate de asistență medicală.
S-a ocupat și cu scrisul și a lăsat manuscrise nepublicate în limba ladino (iudeo-spaniolă). 
A avut o mare dezamăgire când după 1866 a resimțit intensificarea atmosferei antievreiești în Romania, la care erau părtași și nu puțini foști amici revoluționari de la 1848.
În anul 1882 a plecat în Palestina, aflată atunci sub dominație otomană. A murit după doi ani la Ierusalim. 
Cu 12 zile inainte de a muri a scris o scrisoare vechiului sau prieten din vremea revolutiei din 1848, C.A.Rosetti. În această scrisoare și-a exprimat consternarea în fața faptului că în ciuda activității sale pentru propășirea României, nu i s-a acordat cetățenia română, și i-a cerut lui Rosetti să acționeze pentru ca măcar fiul sau, Isaac David Bally. să primească cetățenia în țara în care s-au născut tatăl și bunicul său.